# Alto Oriental
 Alto Oriental é uma região de Gana. Sua capital é a cidade de Bolgatanga.

## Distritos
- Bawku Municipal
- Bawku West
- Bolgatanga Municipal
- Bongo
- Builsa
- Garu-Tempane
- Kassena-Nankana
- Talensi-Nabdam

## Demografia
| 1960    | 1970    | 1984    | 2000    | 2010      |
| 468.638 | 542.858 | 772.744 | 920.089 | 1.046.545 |